# Leonildo Tarozzi
Leonildo Tarozzi (Bologna, 11 gennaio 1895 – 9 gennaio 1980) è stato un politico e giornalista italiano.
Operaio già a 12 anni. Tornitore specializzato, frequenta le scuole serali e diventa disegnatore meccanico progettista. Nel 1909 subisce un primo processo per aver partecipato ad una manifestazione di protesta in occasione della condanna a morte, in Spagna, di Francisco Ferrer, a cui seguiranno altri arresti e processi per agitazione sindacale e politica. Dopo la prima guerra mondiale è organizzatore dei lavoratori della montagna bolognese nella lotta per accelerare i lavori della ferrovia direttissima Bologna-Firenze. Dopo aver diretto il settimanale «La Squilla» diventa nel 1920 redattore capo del quotidiano socialista di Trieste «Il Lavoratore». Al congresso di Livorno aderisce al Partito Comunista e viene chiamato a Torino come redattore de «L'Ordine Nuovo». Nel 1923 è arrestato e dopo sei mesi di carcere è prosciolto dall'accusa di complotto contro i poteri dello stato. Più volte aggredito e ferito dai fascisti, nel febbraio 1925, dopo una nuova aggressione, si trasferisce a Milano quale redattore de "l'Unità". Segretario interregionale del partito per la Toscana e le Marche, è arrestato a Firenze nel 1926. Processato dal Tribunale Speciale è condannato a 15 anni di carcere. Nel 1943 è in Emilia-Romagna per la riorganizzazione delle forze antifasciste e a fondare il settimanale clandestino «Rinascita». Raggiunge nel 1944 le formazioni partigiane di Montefiorino, nel modenese, e nel 1945 è a Bologna a dirigere il giornale del CLN e più tardi il «Progresso d'Italia». È eletto Deputato nella I e II legislatura, nella XII Circoscrizione (BO-FE-FO-RA).